# Marulka šantovitá
Marulka šantovitá (Clinopodium nepeta) je bylina z čeledi hluchavkovité (Lamiaceae). Je používána v italské kuchyni, kde je nazýván nipitella, nebo nepitella. Roste v celé Evropě, severní Africe a západní Asii.

## Synonyma

### Vědecké názvy
Podle Biolib je pro rostlinu s označením Clinopodium nepeta používáno více rozdílných vědeckých názvů, například Calamintha nepeta.

### České názvy
Podle Biolib je pro rostlinu s označením marulka šantovitá používáno více rozdílných českých názvů, například marulka lékařská'.

## Rozšíření
Původní je ve Středomoří, ale je široce pěstovaná a zplaňuje.

## Popis
Dorůstá výšky 30 až 60 centimetrů, květy fialové nebo bílé v lichopřeslenech. Kvete v červenci až září.

## Použití
Pěstuje se jako okrasná rostlina. Marulka lékařská voní jako kříženec máty a oregana, a může přilákat motýly.
Jako léčivka je doporučována na zažívání a při bolestivé menstruaci.

## Pěstování
Preferuje slunná stanoviště, sušší, i vápenité, propustné půdy.